# Награда најбољи менаџер Србије
„Награда најбољи менаџер Србије“ Ова награда се додељује у Новом Саду током манифестације „Пут ка врху“ чији је циљ да подстиче и афирмише предузетништво у Србији. 2005. године ова награда се додељује по шести пут.
Награду реализују агенција за тржошне комуникације Медија Инвент, Телевизија Нови Сад, Привредна комора Војводине и Факултет техничких наука Нови Сад
Лауреат је:
- 2005 - Милош Бугарин
- 2006
- 2007 - Александар Правдић, "Галеника" а.д., Београд
- 2008 - Миодраг Бабић, "Хемофарм", Вршац
- 2009 - Мирослав Богићевић, "Фармаком МБ“, Шабац
- 2010